# أندريانا

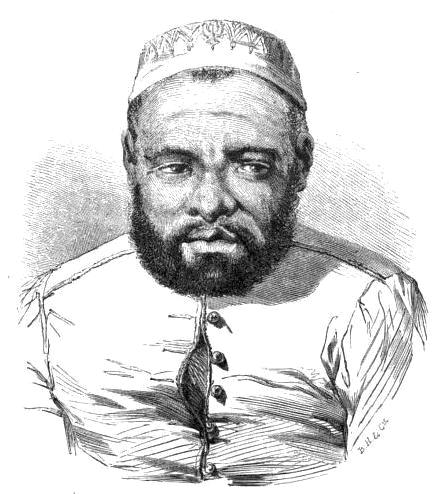

أندريانا هي كلمة يتداولها شعب مدغشقر وهي تعني نبيل، وكانت تضاف إلى أسماء النبلاء والأمراء والملوك.